# 卡斯特拉巴泰
卡斯特拉巴泰（義大利語：Castellabate），是意大利萨莱诺省的一个市镇。总面积36平方公里，人口8140人，人口密度226.1人/平方公里（2009年）。ISTAT代码为065031。